# El amigo Manso
El amigo Manso es una novela del escritor español Benito Pérez Galdós publicada en 1882, la segunda del ciclo de las "Novelas españolas contemporáneas". Considerada por Montesinos "novela pedagógica", y por Ortiz-Armengol estudio "pirandelliano" de un personaje frente a su autor —aunque, cuando apareció la novela, Luigi Pirandello apenas contaba con quince años, así que el adjetivo pirandelliano aplicado a esta obra resulta anacrónico— es en su conjunto —y más allá de su lectura autobiográfica— un alegato contra la sociedad de la Restauración.

## Argumento y escenario
El Madrid "naturalista" de Galdós se muestra en esta novela pseudo-autobiográfica con su perfil más estrambótico. Sus cuatro protagonistas principales son: el quijotesco e idealista Máximo Manso, su discípulo Manolito Peña, Irene —Aldonza madrileña de Manso y, a la postre, su protegida— y su interesada tiastra Doña Cándida. Los cuatro y otros secundarios se mueven por las páginas de la novela convirtiendo la capital de España en una engañosa postal que, desde el piso de la calle de Espíritu Santo, en el que vive Manso, se va filtrando por "profundas, laberínticas y misteriosas cavidades"... por ellas van pasando "las sombras entrecortadas de las calles ... enroscándose en el suelo salpicado de luces de gas." En el aire falsamente romántico de ese Madrid nocturno flota un tentador aroma de olla de garbanzos que hace ridículo el drama de los personajes.
En la trama, reposada y dinámica a un tiempo, Máximo Manso se encariña de los otros dos personajes principales, Irene y Manolito, pero se equivoca de amada y de alumno porque, en una sabia reflexión final de lúcido Alonso Quijano "las cosas caen del lado al que se inclinan".

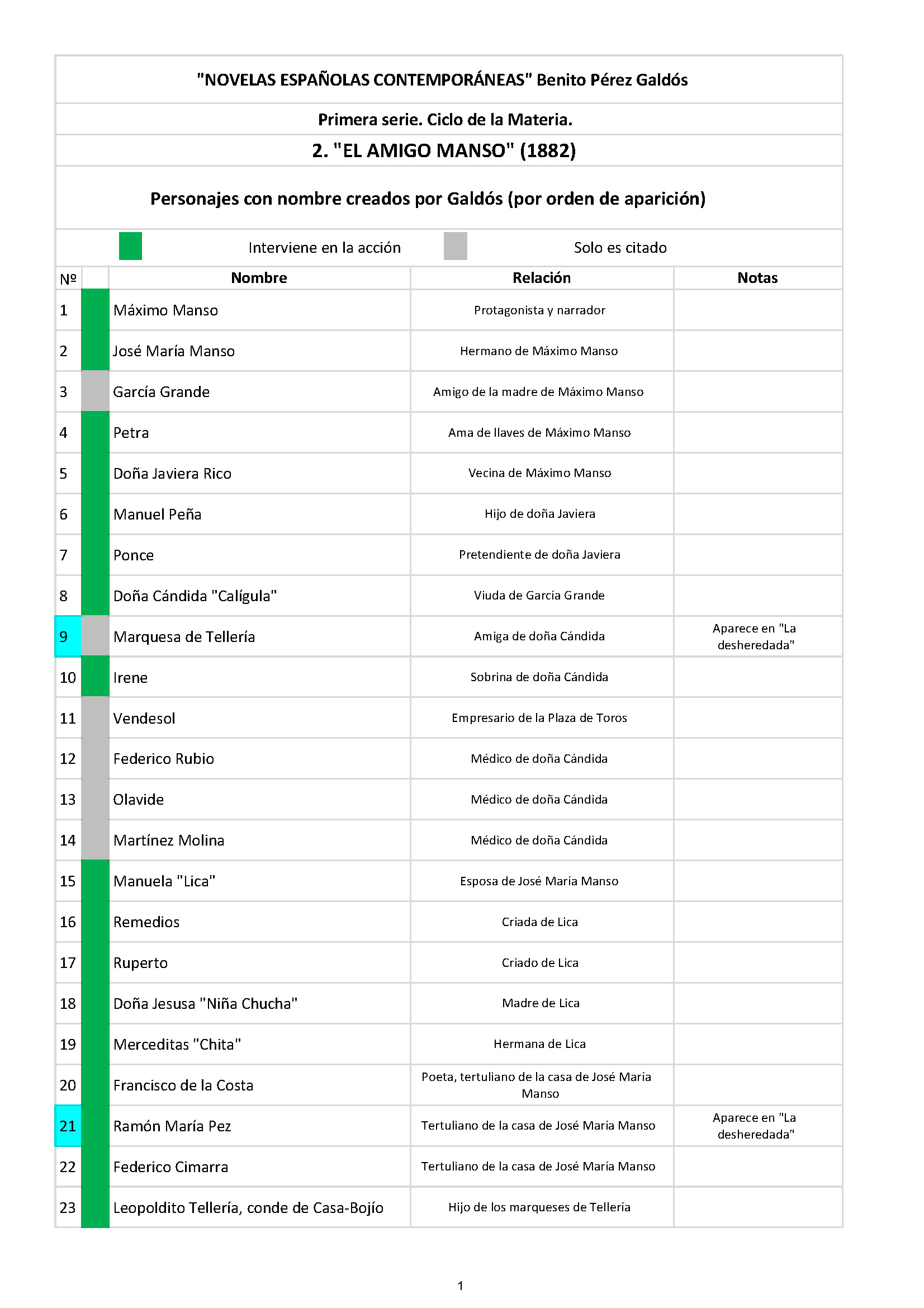
Personajes de "El amigo Manso", página 01

## Listado de personajes ficticios con nombre que aparecen en "El amigo Manso"

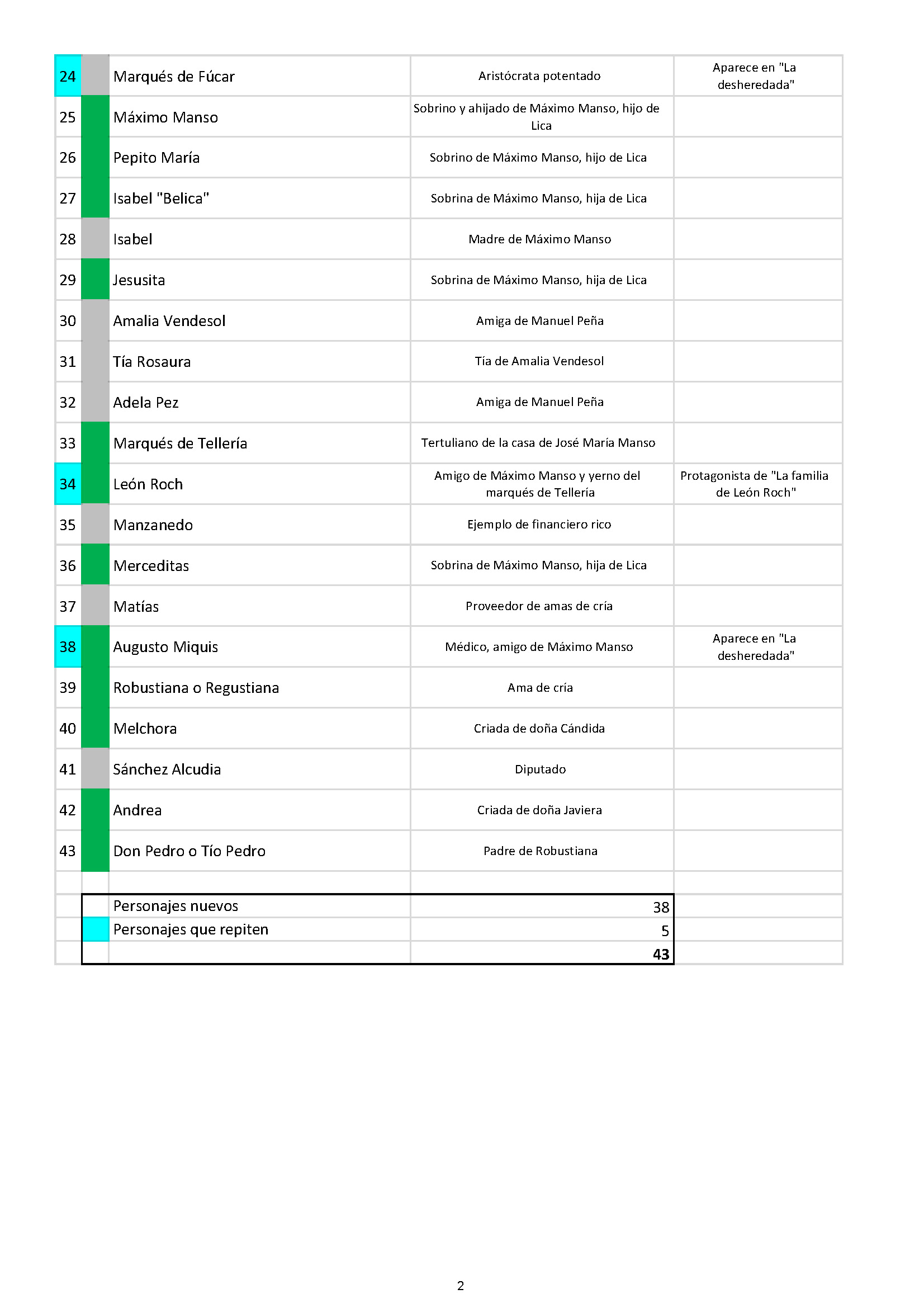
Personajes de "El amigo Manso", página 02

(Véanse páginas adjuntas)

## Telón del autor
"¡Dichoso estado y regiones dichosas estas en que puedo mirar a Irene, a mi hermano, a Peña, a doña Javiera, a Calígula, a Lica y demás desgraciadas figurillas con el mismo desdén con que el hombre maduro ve los juguetes que le entretuvieron cuando era niño!".
Benito Pérez Galdós, El amigo Manso (capítulo 50)

## Adaptaciones
Admirador y en cierto modo discípulo de Galdós, el escritor y periodista asturiano Francisco Acebal hizo, aún en vida del autor, una adaptación escénica en tres actos de El amigo Manso, estrenada en el teatro Odeón el 20 de noviembre de 1917.